# Ischnocoris angustulus
Ischnocoris angustulus ist eine Wanze aus der Familie der Rhyparochromidae.

## Merkmale
Die Wanzen werden 2,4 bis 3,0 Millimeter lang. Sie haben Ähnlichkeit mit Macrodema micropterum, können aber durch die überwiegend blass gefärbten Schienen (Tibien), die verhältnismäßig großen Facettenaugen und die zum Teil blass gefärbten Fühler unterschieden werden. Meistens sind die Imagines brachypter, haben also verkürzte Flügel. Nur selten treten makroptere, also voll geflügelte Tiere auf.

## Verbreitung und Lebensraum
Die Art ist in Europa, vor allem im Westen, verbreitet. Im Norden kommt sie bis in den Süden Skandinaviens und Großbritanniens vor, im Süden bis ins westliche Nordafrika und weiter östlich über Mitteleuropa bis Russland. Die Art ist in Deutschland weit verbreitet, im Norden aber häufiger als im Süden, und sie fehlt in Österreich. Die Tiere bewohnen Sandböden in Besenheide-Heiden, Brachen oder Ruderalflächen und leben zwischen Moosen und Flechten, aber auch in der Bodenstreu unterhalb von Wacholdern (Juniperus) und Geißklee (Cytisus). Selten findet man die Tiere auf steinigem Untergrund, etwa unter Feld-Beifuß (Artemisia campestris).

## Lebensweise
Dass die Tiere spezielle Nahrungspflanzen haben, ist nicht nachgewiesen. Pro Jahr tritt eine Generation auf, wobei die Paarung im Mai stattfindet und die Adulten der neuen Generation ab Juli erscheinen.

## Belege